# Simlången
Simlången är en sjö intill tätorten Simlångsdalen i Halmstads kommun i Halland och ingår i Fylleåns huvudavrinningsområde. Sjön är 26 meter djup, har en yta på 0,727 kvadratkilometer och befinner sig 64 meter över havet. Sjön avvattnas av vattendraget Fylleån. Vid provfiske har bland annat abborre, braxen, gädda och mört fångats i sjön.
Avrinningsområdet är 259,7 km².

## Delavrinningsområde
Simlången ingår i delavrinningsområde (629161-133791) som SMHI kallar för Utloppet av Simlången. Medelhöjden är 123 meter över havet och ytan är 7,43 kvadratkilometer. Räknas de 31 avrinningsområdena uppströms in blir den ackumulerade arean 199,72 kvadratkilometer. Avrinningsområdets utflöde Fylleån mynnar i havet. Avrinningsområdet består mestadels av skog (53 %), öppen mark (12 %), jordbruk (12 %) och sankmarker (12 %). Avrinningsområdet har 0,72 kvadratkilometer vattenytor vilket ger det en sjöprocent på 9,7 %. Bebyggelsen i området täcker en yta av 0,09 kvadratkilometer eller 1 % av avrinningsområdet.

## Fisk
Vid provfiske har följande fisk fångats i sjön:
- Abborre
- Braxen
- Gädda
- Mört
- Sarv
- Siklöja